# Obora (ort i Tjeckien, Plzeň)
Obora är en ort i Tjeckien.   Den ligger i regionen Plzeň, i den västra delen av landet, 80 km väster om huvudstaden Prag. Obora ligger 495 meter över havet och antalet invånare är 444.
Terrängen runt Obora är huvudsakligen platt, men norrut är den kuperad. Obora ligger uppe på en höjd.Runt Obora är det ganska glesbefolkat, med 30 invånare per kvadratkilometer. Närmaste större samhälle är Plzeň, 16,0 km söder om Obora. I omgivningarna runt Obora växer i huvudsak blandskog.